# Шоу, Грант
Грант Алан Шоу (англ. Grant Alan Show; род. 27 февраля 1962) — американский актёр, получивший широкую известность благодаря роли Джейка Хэнсона в мыльной опере «Мелроуз-Плейс», где снимался с 1992 по 1997 год.

## Жизнь и карьера
Шоу родился в Детройте, штат Мичиган, детство провёл в Милпитас, штат Калифорния. Окончил Калифорнийский университет, состоял в братстве «Alpha Tau Omega».

### Начальный этап
Начал сниматься, учась в колледже — первой крупной ролью стало участие в мыльной опере «Надежда Райан», в которой он играл Рика Хайда с 1984 по 1987 год. Во время последнего года обучения в колледже, Шоу получил премию «Эмми» в номинации «Выдающаяся игра молодого актёра в дневной мыльной опере». Кроме того, работая над шоу, Грант встречался со своей коллегой по сериалу, актрисой Ясмин Блит. Перестав получать удовольствие от съёмок в сериале, Шоу переехал в Лондон, чтобы поработать над своими актёрскими навыками. Вернувшись в США в конце 1980-х годов, он получил множество предложений на телевидении и в кино.

### Прорыв
Телевизионные проекты Шоу привлекли внимание продюсера Аарона Спеллинга, который отдал Гранту роль плохого парня Джейка Хэнсона в своём новом проекте «Мелроуз-Плейс», спин-оффе другого успешного сериала «Беверли-Хиллз, 90210», где персонаж участвовал в сюжетной линии с Келли Тейлор, которая продолжилась в пилоте нового шоу. Сериал стал успешным, а Хэнсон вскоре появился на обложках журналов «TV Guide» и «People». Шоу сделало Гранта одним из самых популярных и узнаваемых актёров середины 1990-х годов. Грант также сыграл Джейка в пилотном эпизоде спин-оффа «Мелроуз-Плейс», сериале «Агентство моделей». Грант Шоу — единственный актёр, появившийся во всех трёх первых шоу франшизы. В период популярности сериала, Грант принял участие в шоу «Saturday Night Live», где в качестве ведущей выступала Лора Лейтон.
В 1997 году Шоу, Лора Лейтон (в то время подружка актёра), Даг Сэвант, Кортни Торн-Смит и Марсия Кросс покинули сериал, что привело к значительным изменениям и падениям рейтинга.

### Современный период
С тех пор Шоу появился в большом количестве телевизионных фильмов и сериалов, включая «Блаженные заверения» с Сисели Тайсон, «Между любовью и честью» с Робертом Лоджа и «Внутренняя безопасность» с Томом Скерриттом. В 2005 году Шоу сыграл одну из главных ролей в мистической драме «Пойнт-Плезант» канала «Fox Network» — сериал быстро закрыли. Его гостевые роли включают такие шоу, как «Клиент всегда мёртв» канала HBO (2002); «Прекрасные люди» (2006) с участием бывшей коллеги по «Мелроуз-Плейс», Дафной Зунигой на канале ABC и «Грязь» (2007) на канале FX.
В 2008 году сыграл одну из главных ролей в драматическом сериале «Город свингеров» канала CBS — Шоу воплотил образа пилота Тома Декера. С 2008 по 2009 год снимался в сериале «Частная практика». Появился в первом в своей карьере ситкоме «Преднамеренная случайность» с Дженной Эльфман в главной роли. С 2010 по 2011 год снимался в сериале «Большая любовь» канала HBO в роли гуру Майкла Сайнте. В 2012 году появился в фильме ужасов «Шкатулка проклятия» с Джеффри Дином Морганом в главной роли.
Кроме того, Шоу принял участие в ряде театральных постановок — «В порту», «Стеклянный зверинец», «Интеллект» и др.
11 октября 2017 года на канале The CW вышел сериал-ремейк известной в 80тых годах «Династии» в котором Шоу играет главную роль Блейка Кэррингтона, миллиардера и главы энергетической корпорации Кэррингтон Атлантик.

## Личная жизнь
В 2004 году Шоу женился на модели и актрисе Поллианне МакИнтош — пара познакомилась на съёмках рекламы «Lane Bryant» в 2003 году. Пара развелась в 2011 году. В июле 2012 года актёр обручился с актрисой Кэтрин Ланаса — они поженились 18 августа 2012 года.

## Фильмография

### Фильмы
| Кино | Кино                              | Кино                         | Кино           | Кино                   |
| Год  | Название                          | В оригинале                  | Обязанности    | Примечания             |
| ---- | --------------------------------- | ---------------------------- | -------------- | ---------------------- |
| 1992 | Женщина, её мужчины и её хитрости | A Woman, Her Men & Her Futon | Ренди          |                        |
| 2004 | Мармелад                          | Marmalade                    | Эйдан          | короткометражный фильм |
| 2007 | Сырой материал                    | Raw Footage                  | Митч Грэм      |                        |
| 2007 | Девушка по соседству              | The Girl Next Door           | Мистер Моран   |                        |
| 2009 | Вход свободный                    | All Ages Night               | Джефф Маркхэм  |                        |
| 2011 | Передышка                         | Coming Up For Air            | Билл           |                        |
| 2011 | Игрушки                           | Action Figures               | Брюс           |                        |
| 2011 | Исправленные Американцы           | Fixxxen Americans            | Джон           | короткометражный фильм |
| 2011 | Прирождённый гонщик               | Born To Race                 | Джимми Кендалл | сразу на видео         |
| 2012 | Шкатулка проклятия                | The Possession               | Бретт          |                        |
| 2012 | Майнфилд                          | Mindfield                    | Мёрфи          | короткометражный фильм |
| 2013 | Прирождённый гонщик 2             | Born To Race: Fast Track     | Джимми Кендалл | сразу на видео         |

### Телевидение
| Телевидение | Телевидение                      | Телевидение                    | Телевидение           | Телевидение            |
| Год         | Название                         | В оригинале                    | Обязанности           | Примечания             |
| ----------- | -------------------------------- | ------------------------------ | --------------------- | ---------------------- |
| 1984-1987   | Надежда Райан                    | Ryan's Hope                    | Рик Хайд              | 5 эпизодов             |
| 1985        | Лодка любви                      | The Love Boat                  | Кристофер Стюарт      | 2 эпизода              |
| 1985        | ABC Специально после школы       | ABC Afterschool Specials       | Грегори Принц III     | 1 эпизод               |
| 1989        | Когда мы были молоды             | When We Were Young             | Майкл Стефанос        | телевизионный фильм    |
| 1989-1990   | Настоящая грусть                 | True Blue                      | Кейси Пирс            | 12 эпизодов            |
| 1990        | Лаки Шансы                       | Lucky Chances                  | Марко                 | мини-сериал            |
| 1992        | Безумная прогулка                | Treacherous Crossing           | н/д                   | телевизионный фильм    |
| 1992        | Беверли-Хиллз, 90210             | Beverly Hills, 90210           | Джейк Хэнсон          | 2 эпизода              |
| 1992        | Куперсмит                        | Coopersmith                    | Си. Ди. Куперсмит     | телевизионный фильм    |
| 1992-1997   | Мелроуз-Плейс                    | Melrose Place                  | Джейк Хэнсон          | 158 эпизодов           |
| 1994        | Закон Бёрка                      | Burke's Law                    | Дэш Торнтон           | 1 эпизод               |
| 1994        | Агентство моделей                | Models Inc.                    | Джейк Хэнсон          | 1 эпизод               |
| 1994        | Техас                            | Texas                          | Уилльям Трэвис        | телевизионный фильм    |
| 1995        | Между любовью и честью           | Between Love & Honor           | Стив Элли Коллура     | телевизионный фильм    |
| 1995        | Saturday Night Live              | Saturday Night Live            | Джейк Хэнсон          | 1 эпизод               |
| 1996        | Красивый яд                      | Pretty Poison                  | Деннис Питт           | телевизионный фильм    |
| 1997        | Матери виднее                    | Mother Knows Best              | Тэд Роджерс           | телевизионный фильм    |
| 1997        | Цена Рая                         | The Price Of Heaven            | Джерри Шенд           | телевизионный фильм    |
| 1998        | Ледниковый период 2000           | Ice                            | Роберт Дрейк          | телевизионный фильм    |
| 1999        | Напарники                        | Partners                       | Эллиотт Томпсон       | 1 эпизод               |
| 1999        | Алхимики                         | The Alchemists                 | Коннор Моллой         | телевизионный фильм    |
| 2000        | Эд                               | Ed                             | Трой МакКаллум        | 2 эпизода              |
| 2001        | Под прикрытием                   | UC: Undercover                 | Джон Келлер           | 2 эпизода              |
| 2002        | Клиент всегда мёртв              | Six Feet Under                 | Скотт Аксельрод       | 3 эпизода              |
| 2002        | Арлисс                           | Arli$$                         | Тревор Лоусон         | 1 эпизод               |
| 2003        | Абсолютный код                   | Encrypt                        | Гарт                  | телевизионный фильм    |
| 2003        | Секс для матери-одиночки         | Sex & The Single Mom           | Алекс Лофтон          | телевизионный фильм    |
| 2004        | Таинственная девочка             | Mystery Girl                   | Кристофер Салливан    | короткометражный фильм |
| 2004        | Национальная безопасность        | Homeland Security              | Брэдли Брэнд          | телевизионный фильм    |
| 2004        | Сильное лекарство                | Strong Medicine                | Бен Сандерсон         | 5 эпизодов             |
| 2005        | Больше секса для матери-одиночки | More Sex & The Single Mom      | Алекс Лофтон          | телевизионный фильм    |
| 2005-2006   | Прекрасные люди                  | Beautiful People               | Дэниэл Керр           | 4 эпизода              |
| 2005-2006   | Пойнт-Плезант                    | Point Pleasant                 | Лукас Бойд            | 13 эпизодов            |
| 2007        | Грязь                            | Dirt                           | Джек Доусон           | 4 эпизода              |
| 2008        | Город свингеров                  | Swingtown                      | Том Декер             | 13 эпизодов            |
| 2008        | Свободный проход                 | All Ages Night                 | Джефф Маркхэм         | телевизионный фильм    |
| 2009        | Анатомия страсти                 | Grey's Anatomy                 | Арчер Монтгомери      | 1 эпизод               |
| 2009        | Натали Холлоуэй                  | Natalee Holloway               | Джаг Твитти           | телевизионный фильм    |
| 2009-2010   | Преднамеренная случайность       | Accidentally On Purpose        | Джеймс                | 16 эпизодов            |
| 2010        | Семейка зэков                    | Scoundrels                     | Алан Маркхэм          | 1 эпизод               |
| 2008-2011   | Частная практика                 | Private Practice               | Арчер Монтгомери      | 7 эпизодов             |
| 2011        | Большая любовь                   | Big Love                       | Годжи Гуру            | 5 эпизодов             |
| 2011        | Правосудие Натали Холлоуэй       | Justice For Natalee Holloway   | Джаг Твитти           | телевизионный фильм    |
| 2011        | Чёрная метка                     | Burn Notice                    | Макс                  | 3 эпизода              |
| 2011-2012   | C.S.I.: Место преступления       | CSI: Crime Scene Investigation | Агент Вигго МакКвайад | 2 эпизода              |
| 2013        | Коварные горничные               | Devious Maids                  | Спэнс Дэвис           |                        |
| 2015        | Мыслить как преступник           | Criminal Minds                 | Колтон Грант          | 1 эпизод               |
| 2017-2022   | Династия                         | The Dynasty                    | Блейк Кэррингтон      | главная роль           |